# 0er
Portal Geschichte | Portal Biografien | Aktuelle Ereignisse | Jahreskalender | Tagesartikel

◄ |
1. Jh. v. Chr. |
1. Jahrhundert
| 2. Jh. | ►

◄ |
20er v. Chr. |
10er v. Chr. |
0er v. Chr. |
0er
| 10er | 20er | 30er | ►

 
1 |
2 |
3 |
4 |
5 |
6 |
7 |
8 |
9

## Definition
Der 1. Januar 1 ist der erste Tag der christlichen Jahreszählung. Mit ihm beginnt das 1. Jahrhundert.

## Ereignisse
Während der 0er fanden folgende Ereignisse statt:
- 2: In China findet die erste überlieferte Volkszählung statt. Sie ergibt eine Bevölkerungszahl von 57 Millionen.
- 3: Markomannenfürst Marbod vereinigt Hermunduren, Quaden, Langobarden und Semnonen in seinem Reich (Marbodreich).
- Spätfrühling 6: In den unter römischer Kontrolle stehenden Regionen Pannonia und Dalmatia kommt es zu einem bis ins Jahr 9 andauernden Aufstand (Pannonischer Aufstand).
- 7: Publius Quinctilius Varus wird legatus Augusti pro praetore (Statthalter) in Germanien.
- September 9: In der Varusschlacht erringt eine Koalition germanischer Stämme unter Arminius einen überraschend vernichtenden und entscheidenden Sieg über die drei römischen Legionen XVII, XVIII und XIX unter Varus.

## Kultur
- 1 oder 3–8: Ovid schreibt seine Metamorphosen.